# Engin de débarquement amphibie rapide
L'Engin de Débarquement Amphibie Rapide, in sigla EDA-R (precedentemente Landing Catamaran o L-CAT) è un mezzo da sbarco ad alta velocità di tipo catamarano progettato dalle Constructions industrielles de la Méditerranée (CNIM) e realizzato dalla Socarenam a Saint-Malo; è stato ordinato dalla Marine nationale in quattro esemplari il 15 giugno 2009.

## Storia
L'engin de débarquement amphibie rapide è il risultato di un concorso lanciato nel 2000 dalla Délégation générale pour l'Armement (DGA), con l'obiettivo di realizzare una nuova chiatta da sbarco, ma abbandonato nel 2003. Fu allora che le Constructions navales et industrielles de la Méditerranée decidono di realizzarlo su fondi propri. Labellizato dal polo régional Mer Paca, non ha tuttavia beneficiato di alcun finanziamento pubblico. Il prototipo, costruito dai Chantiers navals Gamelin, raggiunge con mezzi propri la base navale di Tolone il 14 ottobre 2008, dopo aver circumnavigato la Spagna e superato lo stretto di Gibilterra, dove ha effettuato delle manovre di spiaggiamento.
Il primo modello è consegnato alla DGA (Francia) il 24 novembre 2011.

## Caratteristiche

L'engin de débarquement amphibie rapide si compone di due scafi e di una piattaforma di carico centrale di 23 metri di lunghezza per 6,9 metri di larghezza. Quattro pistoni idraulici che permettono a questa piattaforma di tipo Ro-Ro (caricante e scaricante il carico per la prua o la poppa, contrariamente ai CTM o ai CDIC) di far montare (in transito) o di far scendere (in sbarco). Utilizzabile sulle 3 BPC della classe Mistral o le TCD della classe Foudre della Marine nationale, esso può imbarcare un carico di 80 tonnellate, ovvero 1 carro Leclerc o 2 VBCI o ancora 6 VAB.
La combinazione catamarano e fondo piatto permette sia delle buone prestazioni, senza una grossa motorizzazione, sia una buona tenuta in mare (senza superare il mare forza 5) in navigazione normale e un pescaggio molto basso nella modalità spiaggiamento. La costruzione in alluminio permette una importante riduzione del peso e una manutenzione facilitata per via dell'assenza di corrosione.
Le porte/rampe permettono di sbarcare sulle spiagge con un gradiente superiore a 2% o da dei moli di un'altezza inferiore a 1 metro, esse permettono quindi dei trasferimenti Ro-Ro da porta a porta identici alla chiatta Pythéas 2 utilizzata di pompieri di Marsiglia per intervenire sui moli. Le condizioni di trasporto dei veicoli sono compatibili con gli standard NATO anche in caso di mare agitato, come l'ha provato l'attraversamento dello stretto di Gibilterra.
Il prototipo, equipaggiato di 4 motori MTU da 1 200 kW, effettua il 6 dicembre 2008 a Saint-Mandrier-sur-Mer dei test di spiaggiamento su un fondale basso e mare agitato e d'addestramento dell'equipaggio a pieno carico (110 tonnellate). Altri test di manovrabilità, di velocità e di spiaggiamento hanno luogo a metà dicembre 2008 nella rada di Tolone a profitto della Marine nationale e della Délégation générale pour l'Armement. Test di sbarco di veicoli (un camion militare e due 4x4, ovvero 34 tonnellate di carico) hanno luogo il 28 gennaio 2009.
I test di operabilità con la Mistral (L 9013) hanno luogo il 16 febbraio 2009. Ogni LHD della classe Mistral può imbarcare 2 EDA-R o 4 CTM (chiatta di trasporto di materiali, di 23,8 x 6,35 metri, simile alle LCM) o 1 EDA-R e 2 CTM.
La versione del L-Cat accettata dalla Délégation générale pour l'Armement nel quadro del concorso EDA, successivamente chiamato EDA-R, è equipaggiata con i motori del prototipo, essa dispone di diverse sistemazioni specifiche alla Marine nationale che ne diminuiscono il carico utile cargo, ormai fissato a 80 tonnellate. Il transito si effettua a 18 nodi a pieno carico e a 25 nodi a vuoto. Essa dispone di un maggiore spazio per l'equipaggio e l'equipaggiamento, di una blindatura, di affusti per le armi di bordo – 2 da 12,7mm e 2 da 7,62mm –, e dei sistemi di trasmissione militare. Il carico utile restante è di 80 tonnellate in modalità catamarano e di 100 tonnellate in modalità chiatta. Ribattezzato Engin de Débarquement Amphibie Rapide, il L-Cat è ordinato in 8 esemplari (tra cui 4 fermi) per la Marine nationale per un montante di 125 milioni di euro nel quadro del Piano di rilancio dell'economia francese.
Nel giugno 2015, la traversata tra il Continente e la Corsica è effettuata nel quadro di una esercitazione per verificare la capacità di transito dell'imbarcazione.

## Export
Le Constructions navales et industrielles de la Méditerranée intendono interessare dal 2009 le marine che vogliono modificare e aggiornare i loro mezzi da sbarco, senza tuttavia impegnarsi nell'acquisizione di hovercraft costosi sia nell'acquisto che nell'uso, come il LCAC statunitense o il Pomornik/Zubr russo. La Royal Australian Navy se ne è interessata per equipaggiare le sue LHD della classe Canberra, ma alla fine nel 2011 ha acquistato 12 LCM-1E spagnoli realizzati da Navantia e rinominati LHD Landing Craft o LLC.
La prospettiva più interessante era la fornitura dei mezzi da sbarco per le 2 Mistral acquistate dalla Russia.

La Russia ha in effetti acquistato 2 EDA-R, il cui completamento era previsto per l'inizio del 2015. Questo acquisto completa quello dei 4 Chaland de transport de matériel de nouvelle génération (CTM-NG) previsti per equipaggiare la prima Mistral russa, la Vladivostok (l'ordine per le 4 chiatte da sbarco seguenti, destinate seconda Mistral russa, la Sebastopol, non era stato effettuato nell'ottobre 2014, a causa delle tensioni dovute alla crisi ucraina). 

L'affare delle Mistral ha condotto alla vendita delle due navi della classe Mistral alla marina egiziana. La scorta di mezzi da sbarco (2 EDA-R e 4 CTM-NG) parte della transazione. Quindi, dal 2016, i due EDA-R sono in servizio con la marina egiziana.

## Unità
| Matricola                         | Nome             | Impostazione     | Varo             | EIS              | Porto                | Note             |
| Marine nationale                  | Marine nationale | Marine nationale | Marine nationale | Marine nationale | Marine nationale     | Marine nationale |
| --------------------------------- | ---------------- | ---------------- | ---------------- | ---------------- | -------------------- | ---------------- |
| L 9092                            | EDA-R (L 9092)   |                  |                  | 24/11/2011       | Tolone               |                  |
| L 9093                            | EDA-R (L 9093)   |                  |                  | 24/01/2012       | Tolone               |                  |
| L 9094                            | EDA-R (L 9094)   |                  |                  | 20/04/2012       | Tolone               |                  |
| L 9095                            | EDA-R (L 9095)   |                  |                  | 11/2012          | Tolone               |                  |
| Al-Quwwāt al-Baḥriyya al-Miṣriyya |                  |                  |                  |                  |                      |                  |
| GN011                             | -                |                  |                  | 2016             | Alessandria d'Egitto |                  |
| AS021                             | -                |                  |                  | 2016             | Alessandria d'Egitto |                  |